# Агбария, Афу
Афу Агбария (араб. عفو إغبارية‎; ивр. עפו אגבאריה‎; род. 13 мая 1949 года, Умм-эль-Фахм, Израиль) — израильский политик, депутат кнессета 18-го и 19-го созывов.

## Биография
Афу Агбария родился 13 мая 1949 года в городе Умм-эль-Фахм (Израиль), в арабской семье. Афу получил степень доктора медицинских наук в Первом Ленинградском медицинском институте.
Агбария перед выборами в кнессет 17-го созыва занял четвёртое место в партийном списке партии «Хадаш», но в парламент не попал (партия получила только три мандата). В ходе выборов депутатов кнессета 18-го созыва «Хадаш» получила больше мандатов (4) и Агбария прошёл в кнессет.
В июне 2010 года Агбария, не предупредив официальную израильскую делегацию (Израильский парламент отправил в Европейский парламент делегацию, состоящую из Эйнат Вильф («Кадима») и Нахмана Шая («Авода»)), выступил в Европарламенте с речью, в которой раскритиковал израильское руководство. Также он обвинил еврейское государство в том, что оно «беспрерывно атакует своих арабских соседей и граждан» и препятствует доставке медицинской техники и препаратов в Сектор Газа.
28 марта 2011 года Агбария назвал депутата от партии НДИ Анастасию Михаэли словом «шикса». Михаэли назвала это оскорблением всех женщин, приехавших в Израиль из СССР, по её мнению это слово можно перевести как «гойка» (нееврейка). Слово «шикса» следует перевести как «молодая, сексуальная незамужняя женщина нееврейского происхождения». Агбария назвал это слово неоскорбительным, против него выступил политолог и раввин Михаил Финкель, заявивший, что для еврейки/иудейки это слово является оскорбительным.
Перед выборами в кнессет 19-го созыва получил четвертое место в списке партии и прошёл в кнессет.
6 января 2014 года заявил в интервью радиостанции «Коль Исраэль» заявил о том, что нельзя передавать в состав
палестинского государства суверенные территории государства Израиль.
Афу женат (его жена родилась в СССР), имеет троих детей. Владеет ивритом, русским, арабским и английским языками.